# Narcisse douteux
Narcissus dubius
Espèce
Classification APG III (2009)
Le Narcisse douteux (Narcissus dubius) est une espèce de plante à fleurs du genre Narcissus (les narcisses) et de la famille des Amaryllidacées. C'est une plante vivace, surtout méditerranéenne, fleurissant au début du printemps dans les lieux rocailleux calcaires.
C'est une plante à pétales et à couronne entièrement blancs, ce qui permet d'éviter la confusion avec l'espèce voisine Narcissus tazetta, à couronne jaune. Une autre confusion est possible avec Narcissus papyraceus, mais cette dernière espèce est pratiquement deux fois plus grande que Narcissus dubius.